# Josef Smrkovský
Josef Smrkovský (Velenka, 26 de febrero de 1911-Praga, 15 de enero de 1974) fue un político checoslovaco y miembro del ala reformista del Partido Comunista de Checoslovaquia (KSČ) durante la Primavera de Praga de 1968.

## Primeros años
Josef Smrkovský nació en una familia de agricultores en Velenka, en el Reino de Bohemia (actual República Checa). Siendo adulto comenzó a trabajar como panadero y pronto se convirtió en secretario del Sindicato Rojo (1930-1932) y participó en el movimiento comunista. Se unió al Partido Comunista de Checoslovaquia (KSČ) en 1933 y fue a estudiar a una escuela política en la Unión Soviética. Cuando regresó, Smrkovský comenzó a trabajar como secretario del comité regional del KSČ en Brno (1937-1938).

## Segunda Guerra Mundial
Durante la Segunda Guerra Mundial, Smrkovský trabajó para la resistencia comunista ilegal a la ocupación nazi y finalmente se convirtió en miembro del comité central. En mayo de 1945, como miembro del Consejo Nacional Checo, negoció un acuerdo para que las unidades nazis en Praga se rindieran. Se sabe (y a menudo citado) que impidió que el Ejército de Estados Unidos liberara Praga a través de Plze he, una afirmación que él mismo hizo públicamente en la década de 1960.

## Febrero Victorioso y encarcelamiento político
Aunque el Consejo Nacional Checo se disolvió en 1945 y sus miembros eran impopulares entre las autoridades soviéticas, Smrkovský fue cooptado en el presidium del Comité Central del KSČ. Trabajó como presidente del Land Property Fund y en 1946 fue elegido miembro de la Asamblea Nacional. Durante la crisis del gobierno en febrero de 1948, se desempeñó como comandante de las Milicias Populares y ayudó a apoyar el exitoso golpe de Estado comunista en febrero de 1948 (que más tarde se conocería como el "Febrero Victorioso"). Luego encontró trabajo en el Ministerio de Agricultura.
En 1951, Smrkovský fue arrestado repentinamente y condenado a cadena perpetua por cooperar con un "centro conspirador" en torno a Rudolf Slánský. Fue puesto en libertad en 1955 y completamente rehabilitado en 1963.

## Primavera de Praga
Después de salir de prisión, Smrkovský trabajó como director de una cooperativa agrícola (JZD Pavlovice). En 1963, fue asignado a trabajar en varios ministerios gubernamentales menos importantes, convirtiéndose finalmente en Ministro de Silvicultura y Obras Hidráulicas.
Smrkovský contribuyó al movimiento de reforma de 1968 de una manera peculiar. No sólo apoyó la destitución de Antonín Novotný de su puesto como líder del Partido Comunista, sino que el anuncio público de Smrkovský ("Lo que nos espera") a finales de enero de 1968 demostró el impacto real de la elección de Alexander Dubček como Primer Secretario. Smrkovský fue designado presidente de la Asamblea Nacional en abril de 1968, y como orador talentoso se convirtió (junto con Dubček) en uno de los políticos más populares de la época. Estaba a favor de las reformas democráticas, pero seguía creyendo en la ideología comunista y apoyaba el papel de liderazgo, garantizado constitucionalmente, del KSČ en el estado.

## Ocupación soviética
"Si alguien piensa que los soviéticos nos están maniobrando, está muy equivocado", dijo Smrkovský en el verano de 1968. Su evaluación resultó incorrecta. La invasión de Checoslovaquia por el Pacto de Varsovia tomó solo un día. Smrkovský y los otros principales proponentes de la reforma fueron llevados a Moscú, donde se les pidió que firmaran el llamado Protocolo de Moscú (como finalmente lo hicieron, con la excepción de František Kriegel, que se negó a firmar). A su regreso, Smrkovský intentó sin éxito evitar que el ala estalinista tomara el control del partido. Fue degradado a petición de Gustáv Husák, suspendido del KSČ, y ampliamente denunciado. En 1971 participó en la celebración del cumpleaños de Bohumil Hrabal. Murió en 1974 y fue enterrado bajo control policial. La carta de pésame enviada por Dubček a los familiares de Smrkovský fue publicada en el diario italiano Giorni - Vie Nuove y reimpresa en Le Monde, o New York Herald Tribune.